# Голосеевские пруды
Голосеевские пруды или Дидоровские пруды (укр. Голосіївські ставки) — группа прудов на ручье Голосеевский, расположенные на территории Голосеевского района. Площадь — 10,3 га.

## География
Параметры (длина × ширина) прудов с запада на восток: 350×105 м, 130×70 м, 280×95 м, 230×130 м. Глубина средняя — м, наибольшая — м. Высота над уровнем моря: м. Водоёмы относятся к типу дренажных и декоративно-рекреационных.
Голосеевские пруды расположены на территории Голосеевского леса, который в составе Голосеевского национального природного парка, между улицами Генерала Родимцева и Закарпатской. Группа представлена 4 водоемами: западное расположено отдельно (Дидоровка) от трёх восточных прудов (Верхний, Средний, Нижний Голосеевский), расположенные тесно друг к другу. Севернее в непосредственной близости расположен Свято-Покровский монастырь.
Группа состоит из 4 водоёмов. Западный пруд имеет вытянутую овальную форму, три восточных не правильной формы. Берега пологие. Берега пруда Дидоровка частично искусственно закреплены.
В летний период пруд Дидоровка является местом отдыха горожан, где действует прокат катамаранов и лодок. В зимний период пруды замерзают полностью.

## Природа
У берегов в воде и на суше присутствует влаголюбивая растительность. Водное зеркало прудов частично зарастают водной растительностью (макрофиты). 7 сообществ растений занесены в Зелёную книгу Украины и одно регионально-редкое сообщество. Фитопланктон представлен 167 видами и внутривидовыми таксонами.
Здесь встречаются водоплавающие птицы.